# Uwe Walz
Uwe Walz (* 22. März 1962) ist Professor für Volkswirtschaftslehre, insbesondere Industrieökonomie an der Johann-Wolfgang-Goethe-Universität Frankfurt am Main.

## Leben
Im Februar 1988 erwarb er seinen Abschluss als Diplom-Volkswirt an der Universität Tübingen. Dort promovierte Uwe Walz auch im Juli 1992 während seiner Arbeit als wissenschaftlicher Assistent bei Adolf Wagner. In den Jahren 1992 bis 1995 hatte er die Möglichkeit als Forschungsstipendiat sowohl an der London School of Economics als auch an der University of California at Berkeley zu arbeiten. Zusätzlich war er Mitglied der Deutschen Forschungsgemeinschaft von 1993 bis 1995. Im Dezember 1995 habilitierte er und bekam die Lehrbefugnis an der Universität Mannheim. Ende Dezember 1995 bis 1997 lehrte Uwe Walz an der Universität Bochum Volkswirtschaftslehre. Von 1997 bis 2002 war er Inhaber des Lehrstuhls für Volkswirtschaftslehre, insbesondere Wirtschaftstheorie an der Universität Tübingen. Seit Oktober 2002 hat Uwe Walz den Lehrstuhl in Volkswirtschaftslehre, insbesondere Industrieökonomik an der Universität Frankfurt inne. Er unterrichtet auch an der universitätsinternen Goethe Business School.

## Werke
- Oligopolistischer Wettbewerb und internationaler Handel. J.C.B. Mohr&Siebeck, Tübingen 1992, ISBN 3-16-145871-0
- Dynamics of Regional Integration, Contributions to Economics. Springer-Physica Verlag, Heidelberg 1999, ISBN 3-7908-1185-8

## Auszeichnungen
- 1988 Preis der „Industrie- und Handelskammer“ Mittlerer Neckar für seine Diplomarbeit
- 1992 Preis der „Industrie- und Handelskammer“ Stuttgart für seine Dissertation
- 2007 Excellence in Teaching Award, DukeGoethe Executive MBA Program